# Ferma lui Cameron
Ferma lui Cameron (titlul original: în engleză Ride, Vaquero!) este un film western american, realizat în 1953 de regizorul John Farrow, având protagoniști actorii Robert Taylor, Ava Gardner, Howard Keel și Anthony Quinn.

## Rezumat
După războiul de secesiune, mulți fermieri americani încep să se stabilească în zona de graniță din Texas. Rebelul mexican José Esqueda împreună cu oamenii săi, sunt hotărâți să îi alunge. Nu se dau în lături nici de la crime și jafuri. Rio, fratele lui José, un american pe care mama lui José cândva l-a găsit și crescut, îl ajută pe José in acțiunile lui, dar total neentuziasmat. După ce José a dat foc casei fermierului King Cameron, acesta cheamă oamenii să se opună bandei lui José. După ce Cameron și-a reconstruit casa, José îl trimite din nou pe Rio și oamenii săi să o distrugă. Cameron și soția sa Cordelia, se opun, hotărâți să își apere avutul. Un grup de rangeri sosesc tocmai la timp să împiedice escaladarea situației. Cameron reușește să îl ia prizonier pe Rio. Totuși, în loc să îl predea rangerilor, îi propune acestuia să devină parteneri. Rio ar trebui chiar să îl ajute să cumpere cai din Mexic și să îi aducă peste graniță. Contrar așteptărilor, Rio acceptă propunerea lui Cameron și pleacă cu el în Mexic. Când José află aceasta, îl apucă o criză de furie, însă totuși devine înțelegător cu comportamentul lui și atribuindu-i colaorarea cu Cameron pe seama faptului că acesta s-a îndrăgostit de Cordelia.

## Distribuție
- Robert Taylor – Rio
- Ava Gardner – Cordelia Cameron
- Howard Keel – King Cameron
- Anthony Quinn – José Constantino Esqueda
- Kurt Kasznar – părintele Antonio
- Ted de Corsia – șeriful Parker
- Charlita – cântăreața
- Jack Elam – Barton
- Walter Baldwin – Adam Smith
- Joe Dominguez – Vincente
- Frank McGrath – Pete
- Charles Stevens – Vaquero
- Rex Lease – ajutorul de șerif
- Tom Greenway – ajutorul de șerif
- Monte Blue – barmanul
- Movita – o fată

## Lansare
Filmul „Ferma lui Cameron” a avut premiera în Statele Unite pe data de 15 iulie 1953.
În România premiera filmului a avut loc la data de 29 septembrie 1975 la cinematografele „Luceafărul”, „București”, „Grădina București” și „Favorit” din capitală.

## Gafe
Pe poster este trecut greșit ca regizor în loc de John Farrow, producătorul Stephen Ames.